# Nabu-apla-iddina
Nabu-apla-iddina va ser el sisè rei de la Dinastia E de Babilònia. Segons la Llista dels reis de Babilònia va regnar del 888 aC al 855 aC, aproximadament.
Durant una gran part del seu regnat va tenir diversos enfrontaments amb el rei d'Assíria Assurnasirpal II, però sempre va evitar una confrontació directa. Cap a l'any 878 aC, Assurnasirpal II feia campanya pel curs mitjà de l'Eufrates, on va haver de fer demostracions de força per cobrar els tributs, sobretot al país de Shuhi, on Nabu-apla-iddina hi havia situat tropes sota el comandament del seu propi germà, segurament per ajudar a un contingent de rebels assiris.
Més endavant va signar un tractat amb Salmanassar III, fill i successor d'Assurnasirpal II. Nabu-apla-iddina es va dedicar a la restauració de temples al seu país en un període tranquil, i va afavorir un renaixement literari copiant moltes obres antigues. El segle ix aC va portar a una recuperació del poder de Babilònia després de cinquanta anys de problemes provocats per les invasions dels arameus. Va succeir al seu pare Nabu-shuma-ukin I, i el va succeir el seu fill Marduk-zakir-shumi I.